# Iraque nos Jogos Olímpicos de Verão de 2004
O Iraque competiu nos Jogos Olímpicos de Verão de 2004, em Atenas, na Grécia.